# Karangtengah (Wanayasa)
Karangtengah is een bestuurslaag in het regentschap Banjarnegara van de provincie Midden-Java, Indonesië. Karangtengah telt 1557 inwoners (volkstelling 2010).